# 小凑铁道
小凑铁道股份有限公司（日语：／ Kominato Tetsudō */?），簡稱小湊鐵道，是一家运营千葉縣市原市附近一条铁路线路的铁路公司。現時為京成集團旗下的附屬公司。小湊鐵道亦有經營一般巴士路線及觀光巴士服務，而這兩部份的收入更比鐵路事業為高。
本社設於千葉縣市原市五井中央東1丁目1-2

## 路线

路線圖

| 中文線名   | 日文線名 | 起點 | 終點     | 距離（公里） |
| ---------- | -------- | ---- | -------- | ------------ |
| 小湊鐵道線 |          | 五井 | 上總中野 | 39.1         |

## 使用車輛
- 小湊鐵道KiHa 200型柴聯車
- 國鐵KiHa 40系柴聯車（JR東日本轉讓）

## 主要關係企業
巴士
- 九十九里鐵道株式會社（本社：東金市田間25）

計程車
- 小湊鐵道計程車株式會社（本社：千葉市美濱區新港182）
  - 營業區域：千葉市

- 小湊計程車株式會社（本社：市原市五井中央東1-1-2）
  - 營業區域：市原市北西部

- 姊崎計程車株式會社（本社：市原市姊崎海岸50）
  - 營業區域：市原市姊崎地區、袖浦市

- 木更津計程車株式會社（本社：木更津市中里2-1-20）
  - 營業區域：木更津市

- 牛久計程車株式會社（本社：市原市牛久897）
  - 營業區域：市原市南部

- 大多喜計程車株式會社（本社：夷隅郡大多喜町新丁16-1）
  - 營業區域：大多喜町

高爾夫
- 長南Green株式會社（本社：長生郡長南町叉富804）
- 株式會社長南鄉村俱樂部（長南カントリークラブ）（本社：長生郡長南町叉富804）
- 株式會社長南公共球場（長南パブリックコース）（本社：長生郡長南町棚毛908）

不動產
- 小湊興產株式會社（本社：千葉市稻毛區小仲台2-3-12）

小湊鐵道也是夷隅鐵道的第四大股東，次於千葉縣、大多喜町、夷隅市。